# Автобани та автостради Швейцарії

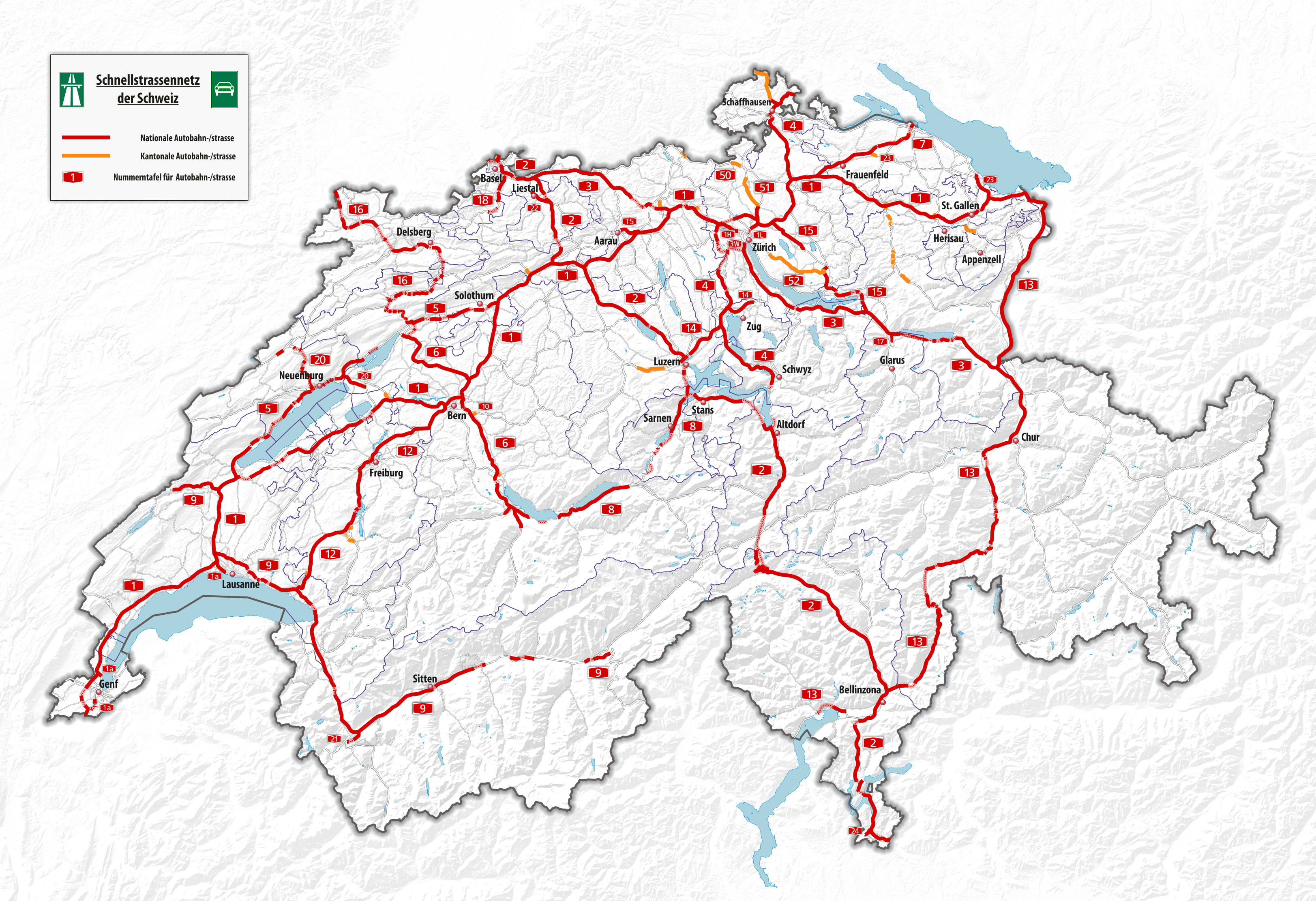
Мережа швидкісних доріг у Швейцарії з 2020 року

Автобани та автостради в Швейцарії управляються федеральним урядом і в меншій мірі окремими кантонами, які зарезервовані для автомобілів, які можуть розвивати щонайменше 80 км/год.
Швейцарські автомагістралі не мають перехресть, розділені на два напрямки і мають принаймні дві смуги в кожному напрямку. Автостради, як правило, також не мають перехресть, але на відміну від автомагістралей, вони рідко мають два різних напрямки і часто є односмуговими.
Автомагістралі та магістралі позначаються зеленим кольором, нумерація складається з білих цифр на червоному тлі. Список усіх автомагістралей і автомобільних доріг у Швейцарії можна знайти в розділі Список автомагістралей і автомобільних доріг у Швейцарії.

## Розмежування національних доріг
Швейцарська мережа автомагістралей і доріг не відповідає національній мережі доріг Швейцарії. До останнього входять усі дороги, якими керує федеральний уряд, включаючи ті, які призначені не лише для автотранспорту. Передумовою для включення в національну мережу доріг є те, що вона важлива для всієї Швейцарії, яка також може включати менші сполучення.
Прикладом цього є федеральна вулиця Prättigauerstrasse N28, яка класифікується як головна дорога, і деякими ділянками якої також можуть проїжджати безмоторні транспортні засоби. Як безпечне взимку сполучення з Нижнім Енгадіном, воно має національне значення. Що стосується національних доріг, Федеральне дорожнє управління відповідає за фінансування, експлуатацію, обслуговування та розширення.

## Визначення, сигналізація та нумерація
Автомагістраль – це дорога національного значення Клас 1 завжди вільний від перехресть, розділений напрямками та забезпечений принаймні двома смугами в кожному напрямку. Автомагістраль, з іншого боку, є національною дорогою Клас 2 як автобани, прокладені без переходів, але на відміну від автобанів рідко розділених і часто односмугових.

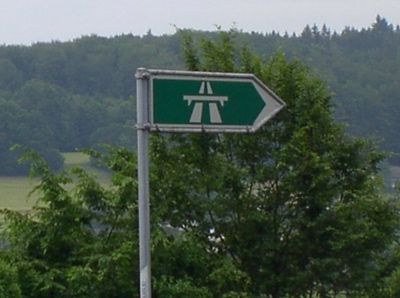
Вказівник на швейцарський автобанах

## Нумерація автомагістралей і автомобільних доріг
Тому не дивно, що існує різниця в термінах сигналізації, але нумерація (білі цифри на червоному тлі) використовується повсюдно для простоти. Наприклад, як автобан A1 позначена вказівниками дорога, обидві частини як автомобільна дорога (дорожній тунель Готард), а також ділянки як автомагістраль (решта сполучення північ-південь). Ця так звана А-нумерація використовується для всіх класів доріг. За червоно-білими цифрами А можна лише визначити, що це автомагістраль або автомобільна дорога, але точний статус розвитку маршрутів не можна розпізнати.
Автомагістралі та шосе, що належать до національної мережі доріг, мають номер N на додаток до номера A. Це має історичне підґрунтя і зараз використовується лише органами влади для розрізнення національних і кантональних доріг. Для зовнішнього зв’язку (картографічний матеріал, вивіски, радіозвіти тощо) використовується лише нумерація A.
До кінця 1996 року автобани, автомобільні дороги та магістральні дороги національної мережі доріг мали однакові позначення і не могли бути відрізнені одна від одної на їх основі. На додаток до номера N проекту (N1b, N1c), готова дорога іноді отримувала другий номер N (N20, N11), яким вона була позначена. Щоб уникнути плутанини, з кінця 1996 року нумерація N використовувалася лише органами влади та у зв’язку з національною мережею доріг. Автомагістралі та шосе отримали нову нумерацію А на основі старої нумерації. Це було призначено функціонально та присвоєно всі необхідні номери ділянкам, які використовуються кількома маршрутами. Тим часом усі дорожні знаки адаптували до нових правил.

## Історія

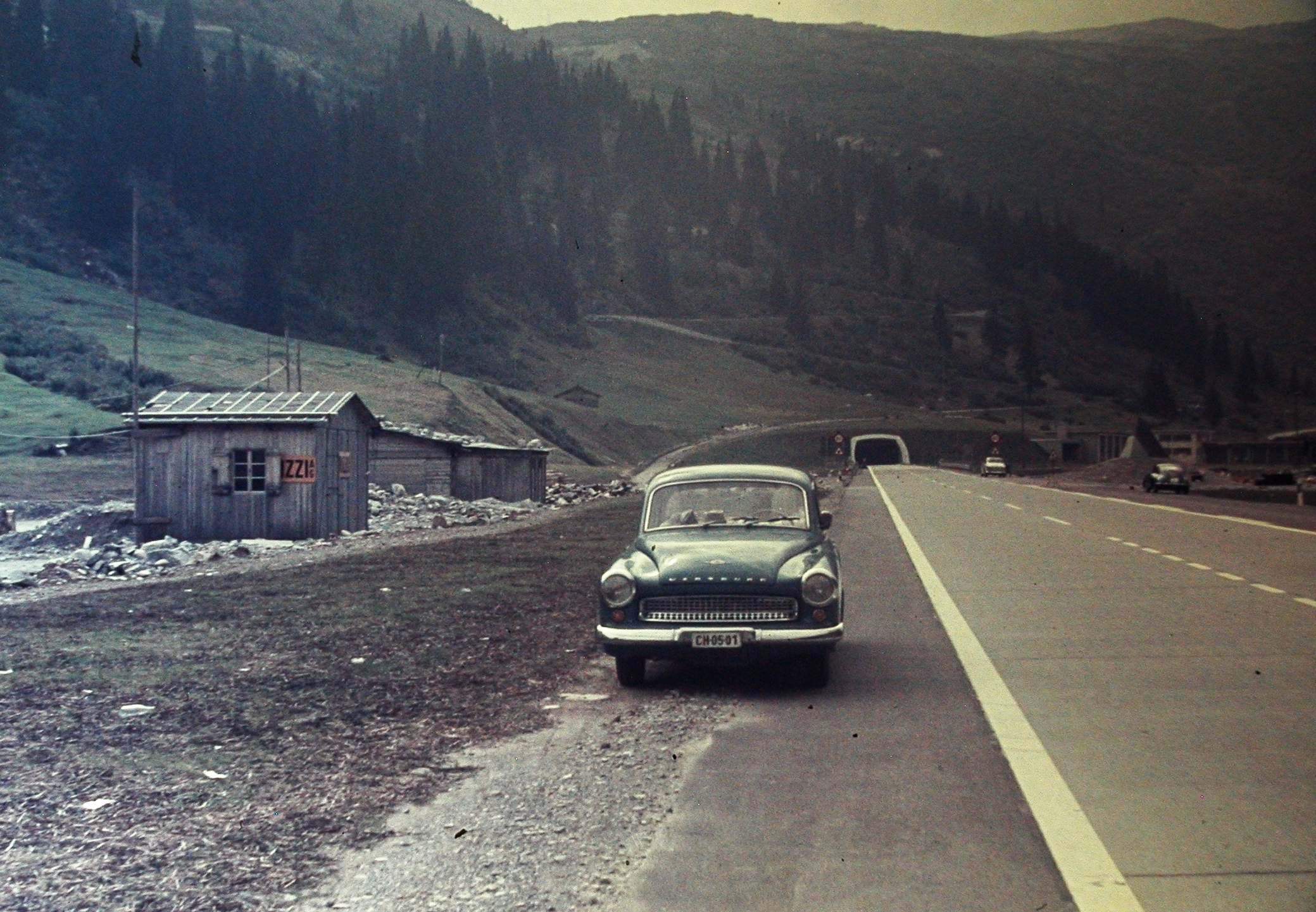
Північний портал тунелю Сан-Бернардіно (1969)

Будівництво з'єднання Гунценшвіль (1967)

Будівництво автомагістралей у Швейцарії почалося відносно пізно з підвищенням добробуту після Другої світової війни. У 1950 році в Швейцарії було зареєстровано лише 147 000 автомобілів. За десять років портфоліо зросло в три з половиною рази. Метою було передусім розвантажити транспортні центри.

Будівництво розв'язки Геркінген з рампою Belchen (1967)

### Перша магістраль
Перша автомагістраль у Швейцарії була відкрита 11. Магістральна дорога Люцерн-Південний була відкрита в червні 1955 року. Ця чотирисмугова дорога, яка вперше була спроектована без перехресть, слугувала в обхід Горва та мала на меті швидше з’єднати місто Люцерн із туристичними місцями в центральній Швейцарії та Берні. Він вів від сьогоднішнього перехрестя Люцерн-Крінс до Еннеторва і служив чотирисмуговою об’їзною дорогою для муніципалітету Горв. Він фінансувався виключно кантоном Люцерн без федеральної допомоги.
Дорога вважалася визначною пам'яткою з самого початку та була піонерським досягненням у всій Швейцарії. У порівнянні з нинішніми мірками, дорога більше нагадувала комфортне шосе . Під’їзні шляхи були надзвичайно короткими, і на цьому місці практично не було розміток, смуг розриву чи огорож. Тут вистачило місця для кінних екіпажів. Тодішня газета Vaterland зазначала, що гармонійні лінії не тільки не зіпсували уражений краєвид, але й збагатили його. Власники автомобілів використовували бетонну злітно-посадкову смугу, щоб випробувати швидкості, які неможливі на звичайних дорогах, тим більше, що на той час не існувало юридично обов’язкових обмежень швидкості. Ця ділянка все ще функціонує сьогодні - хоча й адаптована до сучасності - як частина A2. Завдяки проекту ця ділянка досі вважається першою автострадою в Швейцарії.

### Референдум щодо покращення дорожньої мережі

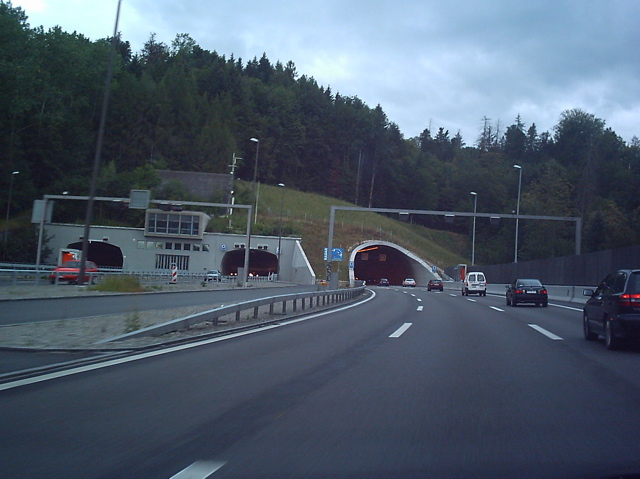
Підходи до двох старих труб (1970) і третьої труби (2004) тунелю Барегг.

У лютому 1956 року ACS і TCS подають популярну ініціативу щодо покращення мережі доріг, яка вимагає, щоб принаймні половина всіх надходжень від податку на нафтопродукти на паливо використовувалася для будівництва автомобільних доріг, зокрема на захід-схід. і зв'язок північ-південь. У 6. Липень 1958 року швейцарський народ у віці 85 років схвалює контрпропозицію федерального уряду % прийнято голосів "за". 21 числа 1 червня 1960 року набув чинності Федеральний закон про національні дороги, який передав повноваження щодо планування та будівництва доріг національного значення федеральному уряду. Законом передбачено ст 2 визначено, що найвищий клас цих доріг призначений виключно для руху автотранспорту, доступний лише на спеціальних розв’язках, повинен мати смуги з двостороннім рухом і не перетинати інші дороги на одному рівні.
10 числа У травні 1962 року Grauholzautobahn був відкритий як перша ділянка N1. Тому він підпорядковувався Федерації будівництва та обслуговування. Восьмикілометрова ділянка служить для розвантаження дороги через Цоллікофен. Уже в 1963 році з’явилася перша довша ділянка автомагістралі, ділянка Женева – Лозанна N1. 10 числа Із завершенням будівництва ділянки Оензінген–Гунценшвіль між Берном і Ленцбургом у травні 1967 року, 85-й км протяжністю ділянки N1. У той час це була найдовша безперервна автомагістраль у Швейцарії.

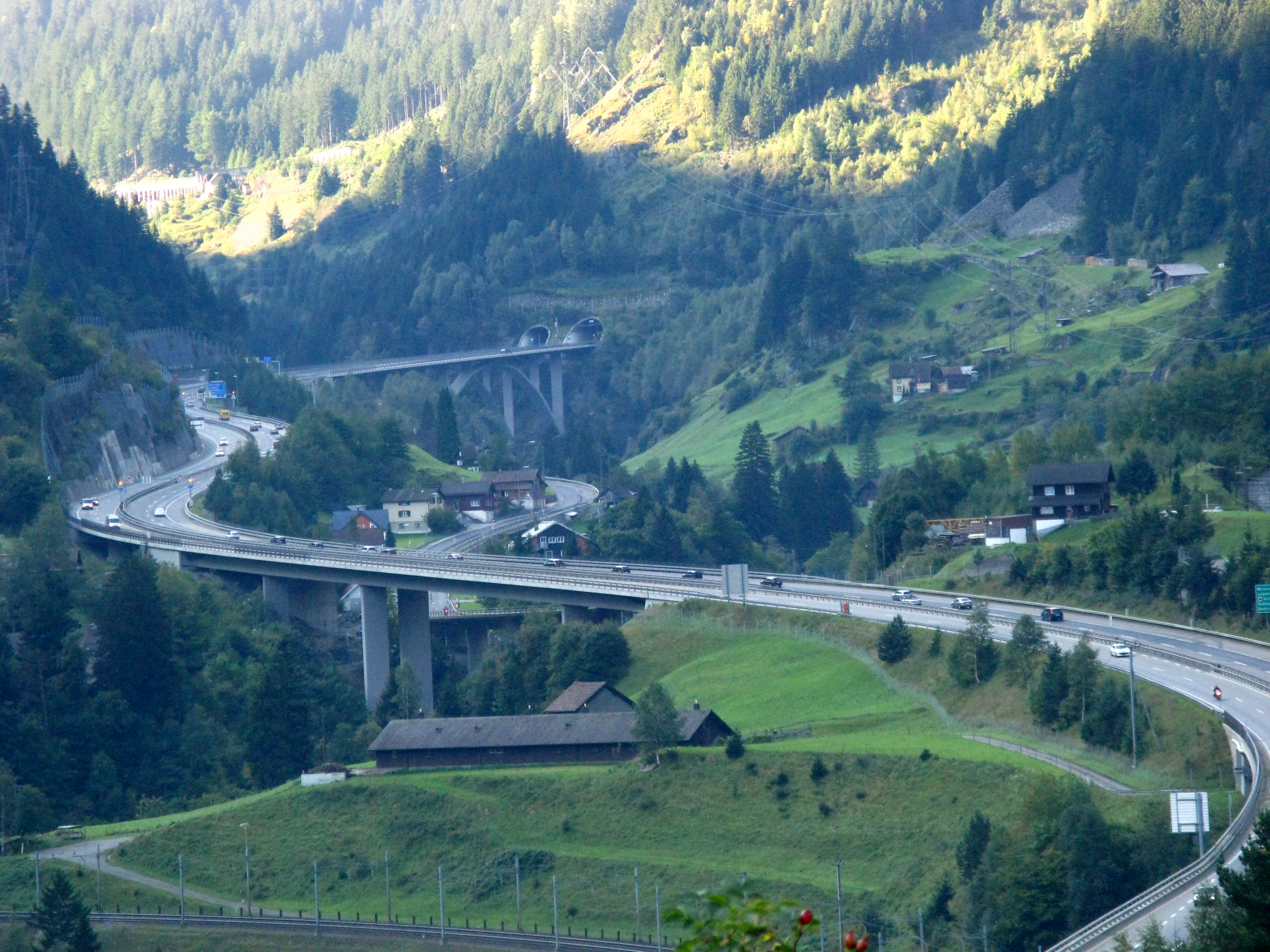
Доступ до автодорожнього тунелю Готтард (2008)

У наступні роки з’явилися численні нові ділянки як на кантональному рівні, так і в національній мережі доріг. Отже, на 1 Тунель Сан-Бернардіно було відкрито для руху в грудні 1967 року, приблизно через два роки після прориву. Автомобільний тунель довжиною 6,6 км вперше забезпечив цілорічне сполучення південних долин Граубюнденса Мізокс і Каланкаталь зі столицею Кур і, як частина A13, з’єднує східну Швейцарію з південною стороною Альп і Тічино. У 1968 році з’явилася ділянка A3 біля Фрайенбаха, а в наступні роки – інші ділянки A1 у східній Швейцарії.